# مکان‌یابی تسهیلات
مسئله مکان‌یابی تسهیلات شامل "بهترین" مکانیابی برای یک یا چند تسهیلات یا تجهیزات است تا به مجموعه‌ای از نقاط تقاضا پاسخ داده شود ، مفهوم "بهترین" بستگی به ماهیت مسالۀ در دست مطالعه دارد یعنی از لحاظ محدودیت‌ها و معیارهای بهینگی بررسی شده است. علم مکان‌یابی یک رشته غنی و پرارزشی است در حالی که انواع زیادی از مسائل را در بر می‌گیرد. شاخه‌ای از مسائل تحقیق در عملیات و هندسی محاسباتی می‌باشد.
یکی از مسائل مهم در مکان یابی تسهیلات، مکان یابی مسیریابی (LRP) می باشد. مسائل مکانیابی - مسیریابی نتیجه یکپارچه سازی تصمیمات مکانیابی و مسیریابی می باشد. هدف  از این مسئله پیدا کردن مکان و تعداد مناسب تسهیلات و نیز مسیرهای توزیع و برنامه زمانبندی وسایل نقلیه می باشد.در حوزه مسیریابی مسائل به دو دسته گره ای و سویه ای تقسیم بندی می شود. ماهیت مسائل سویه ای به گونه ای است که تقاضاها بر روی کمان هایی از شبکه قرار دارند اما در مسائل گره ای این تقاضاها بر روی رئوسی از شبکه قرار گرفته اند. با استفاده از این سیستم توزیع که در انواع مسائل صنعتی و خدماتی و ... کاربرد دارد می توان تا حد قابل ملاحظه ای در هزینه های حمل و نقل صرفه جویی ایجاد کرد. در ادامه به بررسی مسائل مکانیابی- مسیریابی پرداخته خواهد شد.
یکی دیگر از مسائل مهم مکان یابی تسهیلات،  که در چند دهه اخیر کاربرد بسیار بالایی در عمل داشته و برای افزایش کارایی و بهره وری سیستم های حمل و نقل مطرح شده است بحث مساله مسیریابی وسایل نقلیه (VRP) است. مساله مسیریابی وسایل نقلیه به مجموعه‌ای از مسائل گفته می‌شود که در آن تعدادی خودرو متمرکز در یک یا چند قرارگاه بایستی به مجموعه‌ای از مشتریان مراجعه نموده و خدمتی را ارایه دهند که هر یک دارای تقاضای معینی می باشند. این مساله در صدد است تا با مدل های ریاضی و بهینه سازی به گونه‌ای عمل کند که مسافت طی شده، زمان کل سفر، تعداد وسایل حمل و نقل، جریمه های دیرکرد و در نهایت تابع هزینه حمل و نقل حداقل گردد و در نهایت رضایت مشتریان به حداکثر برسد. مسیریابی خودرو (VRP) نامی کلی است که به تمامی کلاس‌ مسائلی که شامل ملاقات مشتری‌ها با خودروهاست گفته می‌شود. VRP در نوشته‌ها، به‌صورت زمان‌بندی خودروها و توزیع خودرو یا به‌طور ساده‌تر به صورت مسئله تحویل نیز شناخته شده است.
VPR در حالت‌های کاربردی که در برخی موارد حتی مستقیما با توزیع فیزیکی کالاها مرتبط نیستند، بسیار به تناوب ظاهر می‌شود. سوارکردن کودکان به اتوبوس‌های مدرسه، تحویل تولیدات بین سوپرمارکت‌ها و فروشگاه‌های بزرگ، توزیع روزنامه، تورهای بازرسی و تعمیر بازدارنده، توزیع لباسشویی و غیره، همگی VRPهایی هستند که در آن، کالاها و خودروها می‌توانند فرم‌های متنوعی بگیرند.
اغلب مسائل مسیریابی خودرو، NP-hard هستند و به نظر می‌رسد که قابل حل در زمانی چندجمله‌ای نباشند. الگوریتم‌های تحقیقاتی ارائه شده برای VRP عموماً شامل روش‌های دقیق و الگوریتم‌های بهینه‌سازی هوشمند است. الگوریتم‌های دقیق شامل روش‌های شاخه و کران، متدهای برنامه‌ریزی پویا و مانند اینها هستند. مثلا، Nobert روش‌های پیشرو شاخه و کران چندگانه پیشرو را ابداع کرد. در مقابل، الگوریتم‌های تقریبی عمدتاً شامل روش‌های جست‌وجوی ممنوع و شبیه‌سازی حرارتی ، الگوریتم‌های ژنتیک بهینه‌سازی مورچگان و غیره است.

## مکان‌یابی محل دفن پسماندهای شهری
با افزایش و روند رو به رشد شهرنشینی و به دنبال آن، افزایش ضایعات انسانی، مکان‌یابی دفع پسماند به‌عنوان یک موضوع اصلی مطرح شد. دفن مواد جامد شهری دارای مراحل مختلف و دقیقی اعم از انتخاب مکان، آماده‌سازی آن و بهره‌برداری از محل است که با استفاده از عواملی نظیر زمین‌شناسی، شیب منطقه، فاصله از مراکز جمعیتی، فاصله از فرودگاه، فاصله از اراضی کشاورزی، دسترسی به راه‌های ارتباطی، فاصله از آب‌های سطحی و فاصله از مراتع و جنگل می‌توان به مکان‌یابی محل دفن پسماندهای شهری پرداخت. 